# TJ Slezan Jindřichov

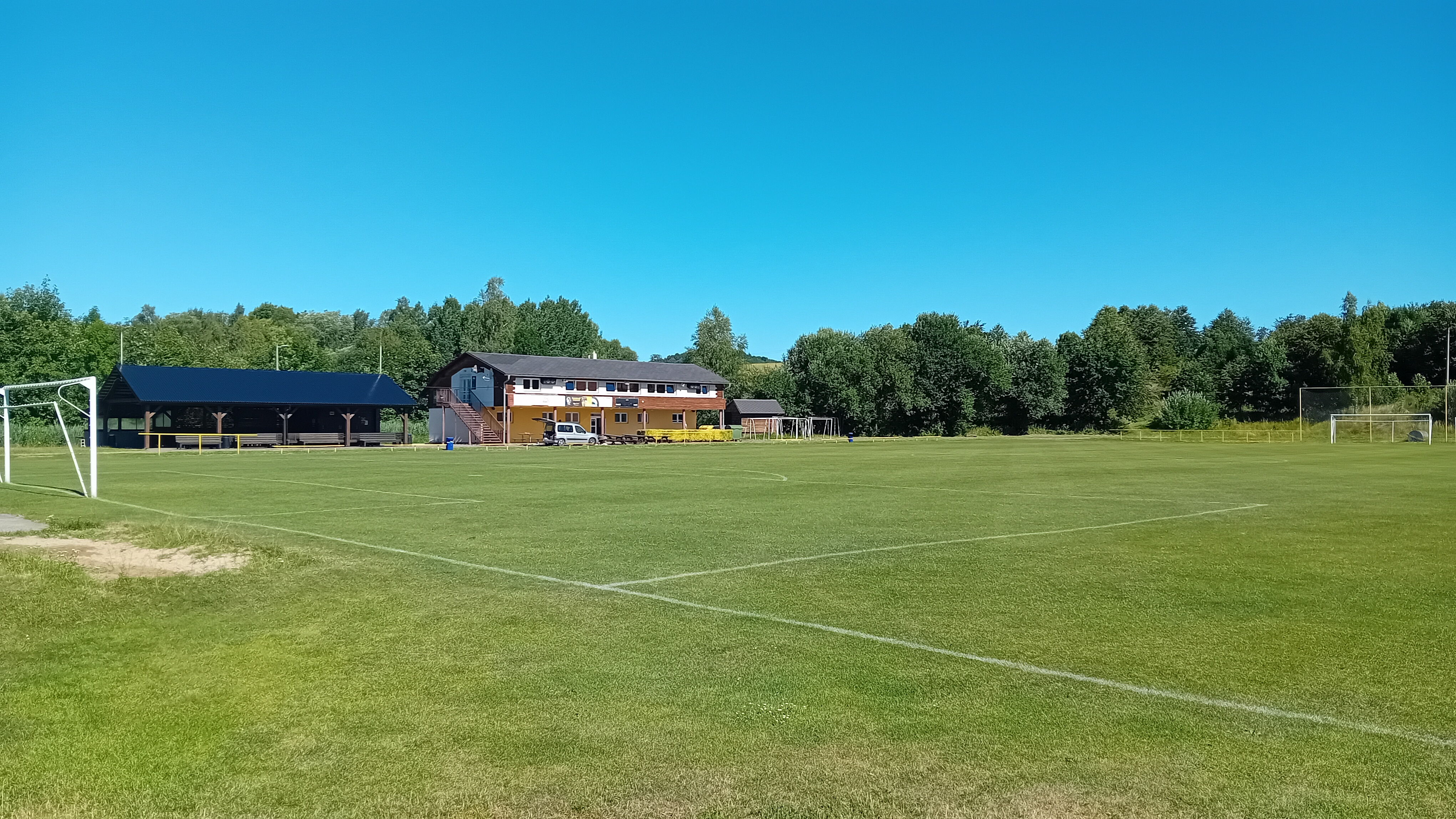
Fotbalový stadion

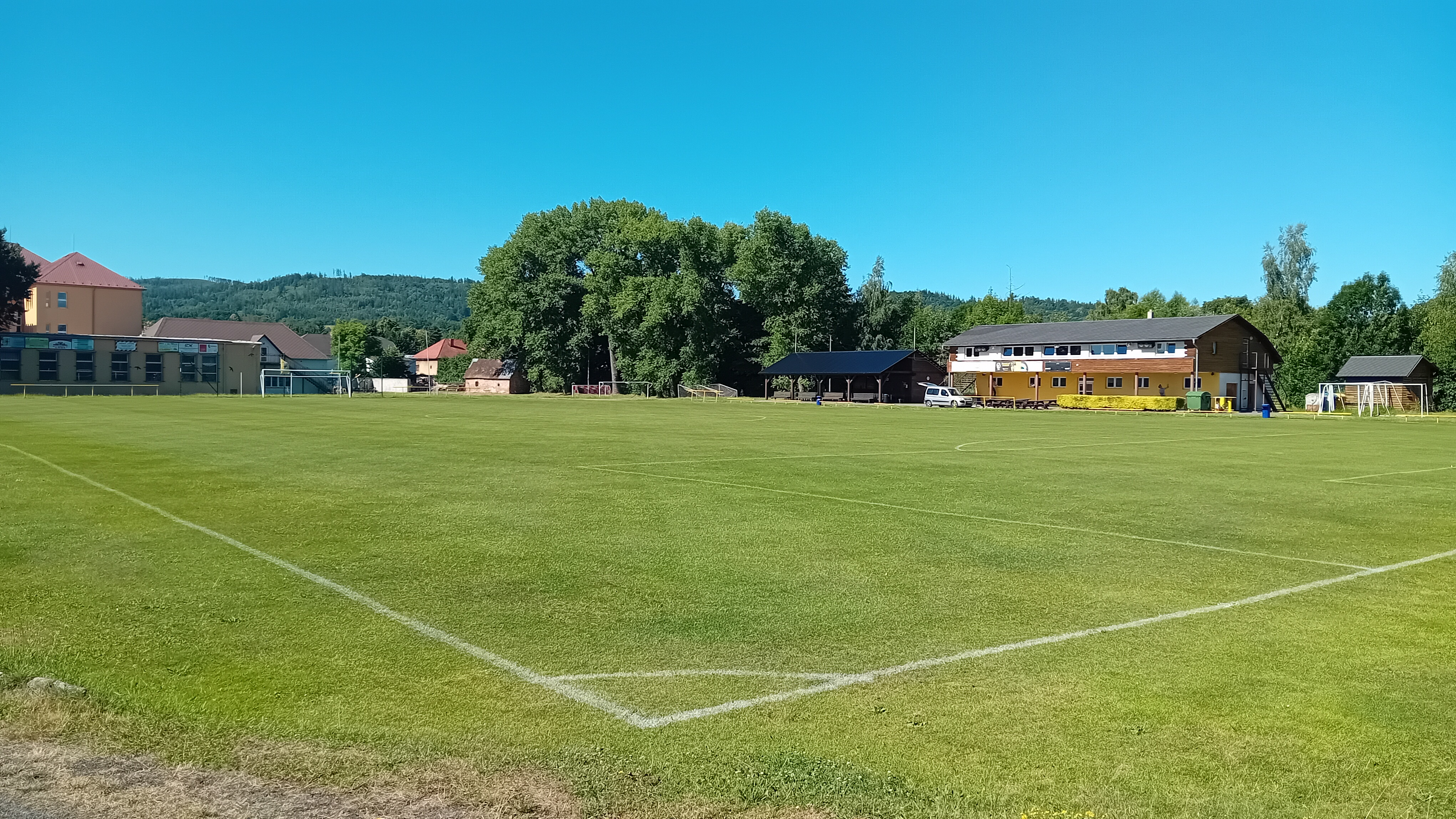
Fotbalový stadion

TJ Slezan Jindřichov (celým názvem: Tělovýchovná Jednota Slezan Jindřichov, zapsán jako: TJ Slezan Jindřichov z.s.) je český fotbalový klub sídlící v obci Jindřichov na Moravě přesněji v moravských enklávach ve Slezsku v okrese Bruntál, Moravskoslezském kraji, založen byl 12. března 1946. Své domácí zápasy odehrává na Fotbalovém stadionu v Jindřichově. 

## Historické názvy
- 1946 – TJ Slezan Jindřichov (Tělovýchovná Jednota Slezan Jindřichov)
- 2016 – TJ Slezan Jindřichov, zs (Tělovýchovná Jednota Slezan Jindřichov, zapsaný spolek)

## Umístění v jednotlivých sezonách
Stručný přehled
- 2004–2011: I. B třída Moravskoslezského kraje – sk. A
- 2011–2012: Okresní přebor Bruntálska
- 2012–2013: I. B třída Moravskoslezského kraje – sk. A
- 2013–2014: bez soutěže
- 2014–2019: Okresní přebor Bruntálska
- 2019–: I. B třída Moravskoslezského kraje – sk. A

Jednotlivé ročníky
Legenda: Z - zápasy, V - výhry, R - remízy, P - porážky, VG - vstřelené góly, OG - obdržené góly, +/- - rozdíl skóre, B - body, červené podbarvení - sestup, zelené podbarvení - postup, fialové podbarvení - reorganizace, změna skupiny či soutěže
| Česko (2004– ) |                                            |        |    |    |   |    |    |    |     |    |        |
| Sezóny         | Liga                                       | Úroveň | Z  | V  | R | P  | VG | OG | +/- | B  | Pozice |
| 2004/05        | I. B třída Moravskoslezského kraje – sk. A | 7      | 26 | 9  | 4 | 13 | 37 | 51 | -14 | 31 | 10.    |
| 2005/06        | I. B třída Moravskoslezského kraje – sk. A | 7      | 26 | 8  | 3 | 15 | 39 | 57 | -18 | 27 | 11.    |
| 2006/07        | I. B třída Moravskoslezského kraje – sk. A | 7      | 26 | 8  | 7 | 11 | 42 | 55 | -13 | 31 | 9.     |
| 2007/08        | I. B třída Moravskoslezského kraje – sk. A | 7      | 26 | 9  | 5 | 12 | 43 | 55 | -12 | 32 | 10.    |
| 2008/09        | I. B třída Moravskoslezského kraje – sk. A | 7      | 26 | 11 | 4 | 11 | 43 | 48 | -5  | 37 | 5.     |
| 2009/10        | I. B třída Moravskoslezského kraje – sk. A | 7      | 26 | 5  | 4 | 17 | 44 | 75 | -31 | 19 | 14.    |
| 2010/11        | I. B třída Moravskoslezského kraje – sk. A | 7      | 26 | 5  | 4 | 17 | 44 | 75 | -31 | 19 | 14.    |
| 2011/12        | Okresní přebor Bruntálska                  | 8      | 26 | 19 | 4 | 3  | 83 | 35 | +48 | 61 | 1.     |
| 2012/13        | I. B třída Moravskoslezského kraje – sk. A | 7      | 26 | 12 | 2 | 12 | 41 | 39 | +2  | 38 | 5.     |
| ...            |                                            |        |    |    |   |    |    |    |     |    |        |
| 2014/15        | Okresní přebor Bruntálska                  | 8      | 26 | 14 | 1 | 1  | 53 | 48 | +5  | 43 | 5.     |
| 2015/16        | Okresní přebor Bruntálska                  | 8      | 24 | 13 | 3 | 8  | 52 | 51 | +1  | 42 | 4.     |
| 2016/17        | Okresní přebor Bruntálska                  | 8      | 26 | 12 | 4 | 10 | 65 | 54 | +11 | 40 | 6.     |
| 2017/18        | Okresní přebor Bruntálska                  | 8      | 26 | 12 | 3 | 11 | 64 | 58 | +6  | 39 | 5.     |
| 2018/19        | Okresní přebor Bruntálska                  | 8      | 26 | 17 | 4 | 5  | 94 | 43 | +51 | 55 | 2.     |
| 2019/20        | I. B třída Moravskoslezského kraje – sk. A | 7      | 13 | 5  | 3 | 5  | 34 | 25 | +9  | 18 | 7.     |
| 2020/21        | I. B třída Moravskoslezského kraje – sk. A | 7      | 9  | 6  | 1 | 2  | 30 | 13 | +17 | 19 | 1.     |
| 2021/22        | I. B třída Moravskoslezského kraje – sk. A | 7      | 26 | 12 | 5 | 9  | 44 | 51 | -7  | 41 | 5.     |
| 2022/23        | I. B třída Moravskoslezského kraje – sk. A | 7      | 26 | 8  | 7 | 11 | 43 | 58 | -15 | 31 | 10.    |
| 2023/24        | I. B třída Moravskoslezského kraje – sk. A | 7      | 24 | 14 | 6 | 4  | 70 | 42 | +28 | 48 | 2.     |
| 2024/25        | I. B třída Moravskoslezského kraje – sk. A | 7      | 26 | 19 | 4 | 3  | 81 | 34 | +47 | 61 | 2.     |

Poznámky:
- 2019/20: Sezona nedohrána kvůli pandemii covidu-19.
- 2020/21: Sezona nedohrána kvůli pandemii covidu-19.

## TJ Slezan Jindřichov „B“
TJ Slezan Jindřichov „B“ je rezervním týmem TJ Slezan Jindřichov, hraje Okresní přebor Bruntálska (9. nejvyšší soutěž). Nejvyšším úspěchem tohoto týmu byla účast v Okresním přeboru Bruntálska (8. nejvyšší soutěž).
Jednotlivé ročníky
- 2004–2006: Okresní soutěž Bruntálska
- 2006–2009: Okresní přebor Bruntálska
- 2009–2011: Okresní soutěž Bruntálska
- 2011–2012: bez soutěže
- 2012–2017: Okresní soutěž Bruntálska
- 2017–2019: bez soutěže
- 2019–: Okresní soutěž Bruntálska

Stručný přehled
Legenda: Z - zápasy, V - výhry, R - remízy, P - porážky, VG - vstřelené góly, OG - obdržené góly, +/- - rozdíl skóre, B - body, červené podbarvení - sestup, zelené podbarvení - postup, fialové podbarvení - reorganizace, změna skupiny či soutěže
| Česko (2004– )                                                   |                           |        |    |    |   |    |    |    |     |    |        |
| Sezóny                                                           | Liga                      | Úroveň | Z  | V  | R | P  | VG | OG | +/- | B  | Pozice |
| 2004/05                                                          | Okresní soutěž Bruntálska | 9      | 21 | 9  | 2 | 10 | 52 | 41 | +11 | 29 | 7.     |
| 2005/06                                                          | Okresní soutěž Bruntálska | 9      | 26 | 16 | 1 | 6  | 79 | 34 | +45 | 58 | 3.     |
| 2006/07                                                          | Okresní přebor Bruntálska | 8      | 26 | 10 | 1 | 15 | 38 | 60 | -22 | 31 | 11.    |
| 2007/08                                                          | Okresní přebor Bruntálska | 8      | 26 | 9  | 4 | 13 | 36 | 59 | -23 | 31 | 11.    |
| 2008/09                                                          | Okresní přebor Bruntálska | 8      | 26 | 6  | 2 | 18 | 29 | 70 | -41 | 20 | 12.    |
| 2009/10                                                          | Okresní soutěž Bruntálska | 9      | 20 | 7  | 1 | 12 | 31 | 43 | -12 | 22 | 9.     |
| 2010/11                                                          | Okresní soutěž Bruntálska | 9      | 22 | 8  | 3 | 11 | 33 | 58 | -25 | 27 | 7.     |
| ...                                                              |                           |        |    |    |   |    |    |    |     |    |        |
| 2012/13                                                          | Okresní soutěž Bruntálska | 9      | 26 | 16 | 3 | 7  | 83 | 45 | +38 | 51 | 4.     |
| 2013/14                                                          | Okresní soutěž Bruntálska | 9      | 20 | 3  | 2 | 15 | 31 | 58 | -27 | 11 | 11.    |
| 2014/15                                                          | Okresní soutěž Bruntálska | 9      | 22 | 7  | 1 | 14 | 36 | 63 | -27 | 22 | 9.     |
| 2015/16                                                          | Okresní soutěž Bruntálska | 9      | 18 | 4  | 3 | 11 | 37 | 59 | -22 | 15 | 9.     |
| 2016/17                                                          | Okresní soutěž Bruntálska | 9      | 20 | 6  | 5 | 9  | 49 | 63 | -23 | 23 | 8.     |
| B mužstvo nevyvíjelo žádnou činnost v sezónách 2017/18 a 2018/19 |                           |        |    |    |   |    |    |    |     |    |        |
| 2019/20                                                          | Okresní soutěž Bruntálska | 9      | 10 | 5  | 2 | 3  | 30 | 25 | +5  | 17 | 4.     |
| 2020/21                                                          | Okresní soutěž Bruntálska | 9      | 7  | 4  | 1 | 2  | 22 | 18 | +4  | 13 | 6.     |
| 2021/22                                                          | Okresní soutěž Bruntálska | 9      | 22 | 9  | 0 | 13 | 46 | 76 | -30 | 27 | 6.     |
| 2022/23                                                          | Okresní soutěž Bruntálska | 9      | 18 | 14 | 2 | 2  | 68 | 26 | +42 | 44 | 3.     |
| 2023/24                                                          | Okresní soutěž Bruntálska | 9      | 14 | 4  | 3 | 7  | 45 | 32 | +13 | 15 | 5.     |
| 2024/25                                                          | Okresní soutěž Bruntálska | 9      | 9  | 3  | 2 | 4  | 27 | 24 | +3  | 11 | 5.     |

Poznámky:
- 2019/20: Sezona nedohrána kvůli pandemii covidu-19.
- 2020/21: Sezona nedohrána kvůli pandemii covidu-19.